# Универсал (кузов)
Универса́л (от лат. universalis — «общий») — тип закрытого двухобъёмного грузопассажирского кузова легкового автомобиля. Представляет собой вариант седана с увеличенным багажным отделением и дополнительной подъёмной дверью сзади.
В данном значении этот термин используется только в России и ряде стран ближнего зарубежья (см. также раздел «Международная терминология» ниже по тексту).

## Особенности
Форма универсала имеет принципиальное отличие от седана в том, что багажное отделение и пассажирский салон объединены, крыша продлена до заднего габарита, а в задней стенке кузова имеется дополнительная дверь.
Универсалы имеют обычно пять дверей, реже — три, задняя дверь служит для доступа в увеличенное багажное отделение. При этом в Северной Америке, как правило, учитывают только боковые двери и говорят о «четырёх-» и «двухдверном» универсале.
В настоящее время во многих развитых странах является общепринятым использование разделительной сетки между салоном и багажным отделением универсала для предотвращения травмирования пассажиров перевозимым грузом при ДТП. В частности, таковое требование включено в состав правил Еврокомиссии для производителей автомобилей (Правило R17 ЕЭК ООН).
От хетчбэка универсал отличается длиной заднего свеса: у хетчбэка он короткий, а у универсала — как на базовом седане или часто длиннее.
Некоторые универсалы (Audi 100 Avant) имеют покатую крышу, как у хетчбэка, но длина заднего свеса выдаёт в них универсал. За границей в некоторых странах такой тип кузова с длиной заднего свеса как у седана и покатой задней стенкой кузова могут также называть «лифтбэк».
Многие универсалы обладают возможностью трансформации задней части кузова путём складывания всех рядов сидений, кроме первого. Всего рядов сидений в кузове универсала может быть два, три или даже четыре (некоторые американские модели на шасси полноразмерных седанов и лёгких грузовиков).
Большинство универсалов имеет простую подъёмную или открывающуюся набок дверь в задке, однако у некоторых моделей (преимущественно североамериканских) она двустворчатая — состоящая из верхней и нижней независимо открываемых створок. Нижняя створка короче верхней и не имеет остекления, её открывают для перевозки особо длинномерных грузов. Из отечественных моделей такую имели ГАЗ-22 и ранние выпуски «Москвича-426» и «Москвича-427».
Очень редким типом задней двери является двустворчатая задняя дверь, верхняя часть которой выполнена в виде окна и полностью убирается в дверь — этот тип использовался практически только в Северной Америке в пятидесятые—семидесятые годы, и нередко сочетался с кузовом «хардтоп-универсал». Также на некоторых современных универсалах и внедорожниках предусмотрена возможность отдельно открыть стекло задней двери. Наконец, на полноразмерных универсалах GM первой половины семидесятых годов встречался уникальный тип задней двери (англ. Сlamshell), нижняя часть которой убиралась электроприводом внутрь пола кузова, а стекло одновременно втягивалось внутрь крыши (см. видео).
Крыша в задней части универсала иногда может быть приподнята для увеличения полезного объёма.

## История
В довоенные годы универсалы представляли собой сравнительно редкие узкоспециализированные грузопассажирские автомобили, в основном эксплуатировавшиеся мелкими бизнесменами. Большинство из них собиралось не на конвейере, а небольшими фирмами, широко использовавшими в конструкции кузовов дерево. В 1950-е годы непрактичные деревянные кузова вышли из моды, но в Северной Америке до сих пор существует традиция отделывать борта универсалов (и минивэнов) под дерево (стиль Woodie).
Первые цельнометаллические универсалы были практически одновременно представлены фирмами Wyllis и Plymouth в конце 1940-х годов, что положило начало эпохе массового производства автомобилей с данным типом кузова.
Всплеск популярности универсалов произошёл в 1950-е годы в Северной Америке в связи с активным развитием пригородов (субурбания), населению которых требовался достаточно вместительный, но при этом респектабельный транспорт. В результате вторая половина 1950-х и весь период вплоть до конца 1970-х годов стали эпохой расцвета американских полноразмерных универсалов. Именно в этот период появились такие экзотические варианты, как универсалы-хардтопы без центральной стойки кузова, двух / трёхдверные «спортивные» универсалы, универсалы с 4 рядами сидений на шасси грузовиков, всевозможные вариации компоновок салона, конструкции задней двери, и так далее. В конце пятидесятых годов на универсалы различных видов приходилось более половины производственной программы таких сравнительно бюджетных американских марок, как Plymouth.
Между тем, бензиновые кризисы 1973 и 1980 годов, а также появление в 1984 году первых американских минивэнов — моделей Dodge Caravan и Plymouth Voyager — и мода на большие комфортабельные внедорожники положили конец господству больших американских универсалов. Американское законодательство в области экономии топлива, введённое после 1975 года (Corporate Average Fuel Economy — CAFE), устанавливало различные нормы вредных выбросов и расхода топлива для различных классов автомобилей, превышение которых приводило к штрафам для компаний-производителей. Для его обхода минивэны были сертифицированы как лёгкие грузовые автомобили (light trucks), что сделало их выпуск намного выгоднее, чем легковых универсалов той же вместимости. В итоге если в 1979 году на light trucks (включая минивэны и «джипы») приходилось лишь 9,7 % продаж, к началу 2000-х годов доля этой категории транспортных средств на рынке США подошла к 50 %, универсалы же практически перестали выпускаться. Правда, в последние годы в Америке намечается определённая тенденция к возрождению этого класса автомобилей, но уже преимущественно в качестве имиджевых, а не утилитарных транспортных средств.
В Европе же универсалы весь послевоенный период сохранили свою сравнительно скромную, но стабильную популярность в качестве семейного и грузопассажирского коммерческого автомобиля.
В СССР универсал воспринимался главным образом как грузовой, а лишь затем — как пассажирский автомобиль. Большая часть из них работала в народном хозяйстве, в частности — в системе торговли и службе такси. Этот подход во многом сохраняется и в современной России, где универсалы часто выполняют работу коммерческого развозного автомобиля, а не семейного транспортного средства.
Ранее универсалы часто использовались в качестве базы для автомобилей скорой помощи. Такую практику ещё сравнительно недавно можно было увидеть и в России, где в «скорой» работали универсалы «Волга». Однако современные стандарты в большинстве случаев допускают использование для этой цели автомобилей по минимальному объёму салона не меньше микроавтобуса. Поэтому кузов кареты «скорой» на базе легкового универсала приходится подвергать весьма существенной переделке, включающей повышение уровня крыши, что в большинстве случаев делает их использование экономически невыгодным.
Кузова многих современных автомобилей класса SUV по сути принадлежат к типу универсала по своей конфигурации, однако в существующей практике их принято выделять в отдельную категорию.

## Международная терминология
В Северной Америке, Австралии и Новой Зеландии универсал называют Station Wagon (в честь экипажей на конной тяге, затем — грузопассажирских автомобилей, развозивших пассажиров и их багаж со станций железной дороги). Иногда это слово сокращают до Wagon. В Австралии также иногда говорят — Station Sedan.
В британском английском этому термину соответствует слово Estate, или исторически — Shooting Brake («охотничий привал» — в честь конного экипажа без крыши, предназначавшегося для охоты аристократов).
Во Франции этимология слова та же, но пишется оно Break — сокращенное Break de Chasse, тоже «охотничий привал». В итальянском и многих других романских языках универсал называют «семейным» кузовом — ит. Familiare, исп. Familiar, и т. п.
В германоязычных странах универсал называют Kombi — сокр. от Kombinationskraftwagen, но этот термин применяется по отношению и к любому другому легковому автомобилю с дверцей в задней части кузова. То же обозначение — Kombi или Combi — используется и в ряде восточноевропейских стран, например Чехии.
Универсал с глухими окнами в задней части кузова часто называют «фургон» (англ. Van). В Северной Америке этому термину соответствует Sedan Delivery, то есть «развозной седан», а «вэном» называют только фургон на базе микроавтобуса (смысл понятия «седан» в английском языке несколько отличается от русского понимания данного термина — так, некоторые универсалы фирмы Ford именовались Country Sedan).